# Judo-Juniorenweltmeisterschaften 2013

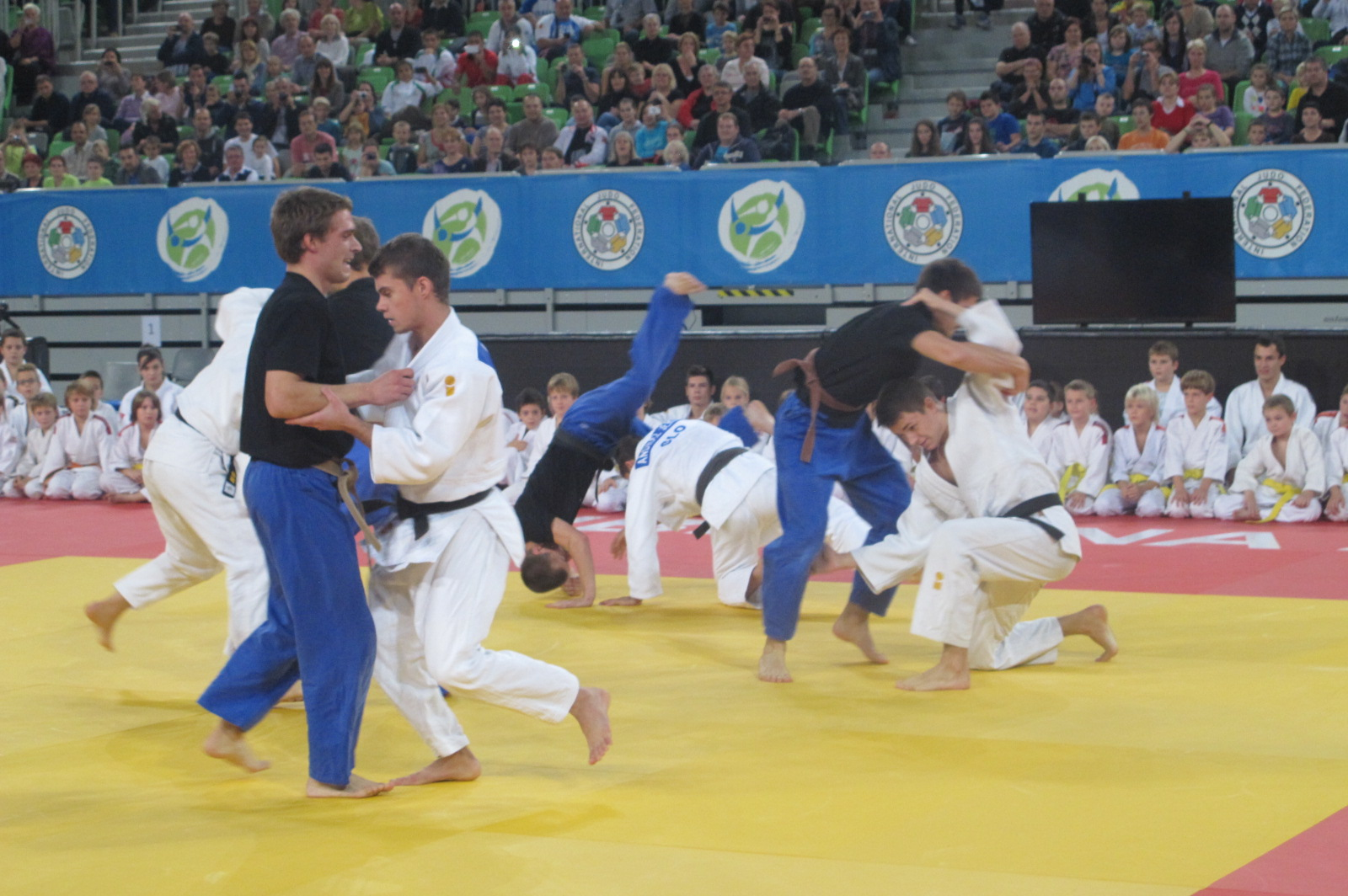
Eröffnungsfeier der Jugendweltmeisterschaft 2013

Die Judo-Juniorenweltmeisterschaften 2013 wurden vom 24. bis 27. Oktober 2013 in Ljubljana, Slowenien, abgehalten. Es nahmen 726 Judoka aus 89 Nationen teil. Am 27. Oktober wurde ein Männer- und einen Frauenmannschaftswettkampf abgehalten, bei der die japanische Frauen- und die georgische Männer-Mannschaft den ersten Platz machten.

## Ergebnisse

### Frauen
| Gewichtsklasse     | Gold               | Silber                      | Bronze                   |
| ------------------ | ------------------ | --------------------------- | ------------------------ |
| - 44 kg            | Anastasia Pavlenko | Andreea Stefanescu          | Olfa Saoudi              |
| - 44 kg            | Anastasia Pavlenko | Andreea Stefanescu          | Honoka Yamauchi          |
| - 48 kg            | Irina Dolgova      | Alexandra Pop               | Amandine Buchard         |
| - 48 kg            | Irina Dolgova      | Alexandra Pop               | Tamami Yamazaki          |
| - 52 kg            | Sappho Coban       | Jessica Pereira             | Larisa Florian           |
| - 52 kg            | Sappho Coban       | Jessica Pereira             | Odette Giuffrida         |
| - 57 kg            | Arleta Podolak     | Catherine Beauchemin-Pinard | Christa Deguchi          |
| - 57 kg            | Arleta Podolak     | Catherine Beauchemin-Pinard | Fabienne Kocher          |
| - 63 kg            | Do Velema          | Megumi Horikawa             | Mungunchimeg Baldorj     |
| - 63 kg            | Do Velema          | Megumi Horikawa             | Maylín del Toro Carvajal |
| - 70 kg            | Barbara Matić      | Chizuru Arai                | Szaundra Diedrich        |
| - 70 kg            | Barbara Matić      | Chizuru Arai                | Margaux Pinot            |
| - 78 kg            | Shiori Yoshimura   | Samanta Soares              | Madeleine Malonga        |
| - 78 kg            | Shiori Yoshimura   | Samanta Soares              | Brigita Matić-Ljuba      |
| + 78 kg            | Nami Inamori       | Carolin Weiß                | Sibilla Faccholli        |
| + 78 kg            | Nami Inamori       | Carolin Weiß                | Clarissa Taube           |
| Quelle: Judoinside |                    |                             |                          |

### Männer
| Gewichtsklasse     | Gold                | Silber                 | Bronze             |
| ------------------ | ------------------- | ---------------------- | ------------------ |
| - 55 kg            | Vincent Manquest    | Armando Maita          | Leri Chelidze      |
| - 55 kg            | Vincent Manquest    | Armando Maita          | Vitor Torrente     |
| - 60 kg            | Ba-Ul An            | Diyorbek Urozboev      | Ahmet Sahin Kaba   |
| - 60 kg            | Ba-Ul An            | Diyorbek Urozboev      | Yuma Oshima        |
| - 66 kg            | Yuuki Hashiguchi    | Sho Tateyama           | Adrian Gomboc      |
| - 66 kg            | Yuuki Hashiguchi    | Sho Tateyama           | Jeremy Moreira     |
| - 73 kg            | Antonio Esposito    | Sarvar Shomurodov      | Gabriel Mendes     |
| - 73 kg            | Antonio Esposito    | Sarvar Shomurodov      | Vedat Albayrak     |
| - 81 kg            | Alexios Ntanatsidis | Kenya Kohara           | Mammadali Mehdiyev |
| - 81 kg            | Alexios Ntanatsidis | Kenya Kohara           | Dominic Ressel     |
| - 90 kg            | Beka Gviniashvili   | Samat Yessen           | Patryk Ciechomski  |
| - 90 kg            | Beka Gviniashvili   | Samat Yessen           | Henrique Silva     |
| - 100 kg           | Kyle Reyes          | Lee-Hyun Kim           | Toma Nikiforov     |
| - 100 kg           | Kyle Reyes          | Lee-Hyun Kim           | Ryuko Ogawa        |
| + 100 kg           | Anton Kriwobokow    | Duurenbayar Ulziibayar | Lewan Matiaschwili |
| + 100 kg           | Anton Kriwobokow    | Duurenbayar Ulziibayar | Ruan Isquierdo     |
| Quelle: Judoinside |                     |                        |                    |

### Mannschaftswettkampf
| Platz              | Frauen      | Männer       |
| ------------------ | ----------- | ------------ |
| 1.                 | Japan       | Georgien     |
| 2.                 | Frankreich  | Griechenland |
| 3.                 | Kroatien    | Japan        |
| 3.                 | Deutschland | Ukraine      |
| 5.                 | Russland    | Slowenien    |
| 5.                 | Brasilien   | Niederlande  |
| Quelle: the Sports |             |              |